# Jean-Marie Klinkenberg
Jean-Marie Klinkenberg (Verviers, 8 de outubro de 1944) é um linguista e semioticista belga, professor da Universidade de Lieja. Membro do Grupo µ e presidente da Associação Internacional de Semiótica Visual, ele ajudou a orientar a semiótica em uma direção social e cognitiva.

## Obras
- 1970 Rhétorique générale, Paris, Larousse (paperback : Paris, Le Seuil,1982).
- 1973 Style et Archaïsme dans La Légende d'Ulenspiegel de Charles De Coster, Bruxelas, Palais des Académies.
- 1977  Rhétorique de la poésie : lecture linéaire, lecture tabulaire, Bruxelas, Complexe (paperback : Paris, Le Seuil, 1990).
- 1978 Collages, Paris, U.G.E.
- 1979A Semiotic Landscape. Panorama sémiotique, The Hague, Mouton; com Seymour Chatman & Umberto Eco.
- 1979 Rhétoriques, Sémiotiques, Paris, U.G.E.
- 1980 La littérature française de Belgique, Paris, Nathan, Bruxelas, Labor.
- 1981 Langages et collectivités : le cas du Québec, Montréal, Leméac; com D. Latin e G. Connolly.
- 1985 Trajectoires : littérature et institutions au Québec et en Belgique francophone, Presses universitaires de Montréal, Bruxelas, Labor; com Lise Gauvin.
- 1985 Charles De Coster, Bruxelas, Labor.
- 1988 French adaptation of Le Signe. Introduction à un concept et à son histoire, de Umberto Eco, Bruxelas, Labor (paperback : Le livre de poche, 1992).
- 1988 Raymond Queneau, André Blavier : lettres croisées (1949-1976), Bruxelas, Labor, .
- 1990 Le sens rhétorique. Essais de sémantique littéraire, Toronto, G.R.E.F., Bruxelas, Les Éperonnniers.
- 1991 Écrivain cherche lecteur. L’écrivain francophone et ses publics, Paris, Créaphis, Montréal, V.L.B.; com Lise Gauvin.
- 1992 Traité du signe visuel. Pour une rhétorique de l'image, Paris, Le Seuil; com o Groupe µ.
- 1994 Espace Nord. L’Anthologie, Bruxelas, Labor.
- 1994 Des Langues romanes, Louvain-la-Neuve, Duculot.
- 1996 Sept leçons de sémiotique et de rhétorique, Toronto, G.R.E.F.
- 1997 Une langue, une communauté. Le français en Belgique, Louvain-la-Neuve, Duculot; com Daniel Blampain, André Goosse, Marc Wilmet.
- 1997 Salut Galarneau !, de Jacques Godbout, Montréal, Boréal.
- 1997 Précis de sémiotique générale, Duculot (paperback : Paris, Le Seuil, 2000).
- 2000 Tu parles !? Le français dans tous ses états, Paris, Flammarion (rééd. 2002, Coleção Champs); com Bernard Cerquiglini, Jean-Claude Corbeil, Benoît Peeters.
- 2001 La langue et le citoyen. Pour une autre politique de la langue française, Paris, Presses universitaires de France.
- 2003 Figuras, conocimiento, cultura. Ensayos retóricos, Mexico City, Universidad Nacional Autónoma.
- 2003 Petites mythologies belges, Bruxelas, Labor.
- 2005 La littérature belge. Précis d'histoire sociale, Brussels, Labor; com Benoît Denis.
- 2008 (editor) Figures de la figure: Sémiotique et rhétorique générale
- 2008 (editor) L’avenir du français (com Jacques Maurais, Pierre Dumont, Bruno Maurer, Patrick Chardenet), Paris, Agence universitaire de la Francophonie, Édition des archives contemporaines.
- 2010 Le Tournant des années 1970. Liège en effervescence (com Nancy Delhalle & Jacques Dubois), Bruxelas, Les Impressions nouvelles.
- 2010 Périphériques Nord. Fragments d'une histoire sociale de la littérature francophone en Belgique, Presses de l'Université de Liège.
- 2010 Voir faire. Faire voir, Bruxelas, Les Impressions nouvelles.
- 2015 La Langue dans la cité. Vivre et penser l'équité culturelle, Bruxelas, Les Impressions nouvelles, 2015.
- 2016 Petites mythologies liégeoises (com Laurent Demoulin), Liège, Tétras Lyre, 2016.
- 2017 Edição definitiva de Charles De Coster, La Légende et les aventures héroïques, joyeuses et glorieuses d’Ulenspiegel et de Lamme Goedzak au pays de Flandre et ailleurs, compilada e apresentada por  Jean-Marie Klinkenberg, Bruxelas, Communauté française de Belgique, Coleção Espace Nord, 2017.
- 2018 Politiques linguistiques en Belgique francophone et germanophone, n° de Synergies.
- 2018 Entre langue et espace. Qu’est-ce que l’écriture ?, Bruxelas, Académie royale de Belgique (Coleção L’Académie en poche, 111), .
- 2018 (Essais en) Sémiotique de l’écriture. (Studies in the) Semiotics of Writing, special issue Signata. Annales des sémiotiques. Annal of Semiotics, n° 9, 2018 (com Stéphane Polis).
- 2020 Votre langue est à vous. Quarante ans de politique linguistique en Belgique francophone, Louvain-la-Neuve, EME Éditions, Fédération Wallonie-Bruxelles, Service de la langue française (Coleção Français & Société, 31).